# National Rail

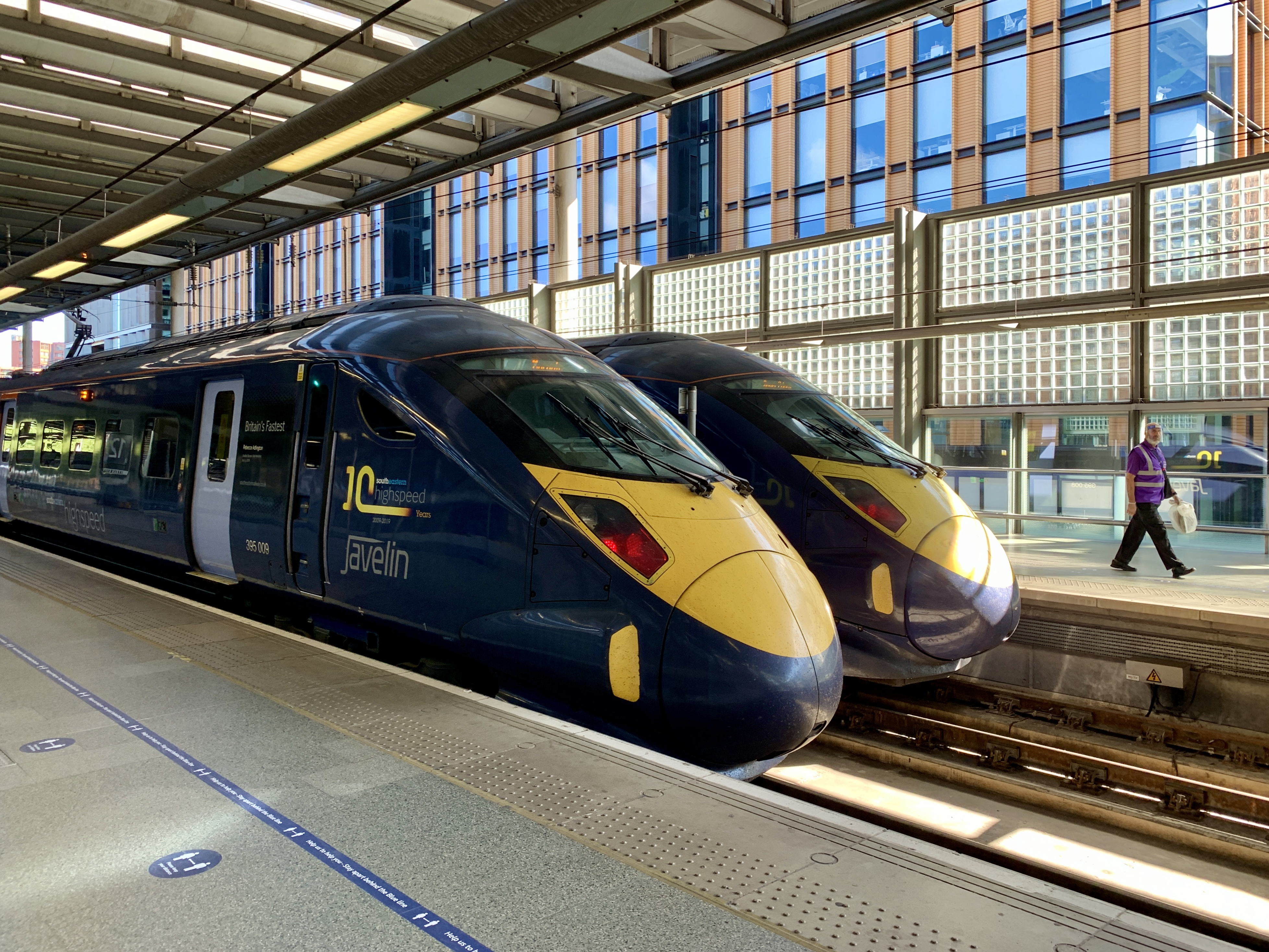
Trenes británicos Clase 395 Javelin

National Rail (NR) es la marca comercial utilizada por las compañías ferroviarias británicas integradas en la "Association of Train Operating Companies", que gestiona las operadoras de servicios de pasajeros que anteriormente prestaba la British Railways Board bajo la marca British Rail. Entre los servicios que presta National Rail generalmente no se incluyen aquellos que no tuvieran relación con la anterior British Rail. Así, National Rail ofrece una estructura de billetes compartidos y la posibilidad de realizar transbordos que no se extiende a otros servicios ferroviarios fuera de este paraguas. El nombre y el símbolo de la doble fecha son propiedad intelectual de la Secretaría de Estado para Transporte.

## Sociedades
Los servicios de pasajeros de la red National Rail los prestan un total de 23 concesiones (algunas de ellas en manos de empresas privadas dependientes de grandes grupos, como Arriva, First Group, Go-Ahead, National Express Group y Virgin Trains):
- Arriva Trains Wales
- Avanti West Coast
- c2c
- Chiltern Railways
- CrossCountry
- East Midlands Railway
- Eurostar
- Hull Trains
- TransPennine Express
- Grand Central
- Great Western Railway
- Greater Anglia
- Heathrow Express
- London Midland
- London North Eastern Railway
- London Overground
- Merseyrail
- Northern
- ScotRail
- Southeastern
- Southern Railway
- South Western Railway

Todos los servicios del National Rail utilizan las infraestructuras de Network Rail (la entidad que reemplazó a Railtrack).